# Flagship-Airlines-Flug 3379
Auf dem Flagship-Airlines-Flug 3379 ereignete sich am 13. Dezember 1994 ein schwerer Flugunfall. An diesem Tag verunfallte eine Jetstream 32, die von der Flagship Airlines im Namen der American Eagle betrieben wurde, am Ende ihrer Flugstrecke innerhalb des US-Bundesstaats North Carolina, die vom Piedmont Triad International Airport zum Raleigh-Durham Airport führte. Bei dem Unfall wurden 15 Insassen, darunter die beiden Piloten, getötet, es gab fünf Überlebende.

## Maschine
Die Maschine war eine Jetstream 32, die im Jahr 1990 im Werk von British Aerospace im Vereinigten Königreich gebaut worden war und die Seriennummer 918 trug. Die Maschine absolvierte ihren Erstflug am 4. Dezember 1985, am 25. Januar 1991 wurde sie an die Nashville Eagle ausgeliefert, welche Regionalflüge für die American Eagle flog. Die Zulassung mit dem Luftfahrzeugkennzeichen N918AE erfolgte am 9. April 1991. Am 1. Juni 1991 ging die Nashville Eagle in der Flagship Airlines auf, deren Flotte die Maschine seitdem angehörte. Das zweimotorige Kurzstreckenflugzeug war mit zwei Turboproptriebwerken des Typs Garrett TPE331-12UAR-70 ausgestattet. Bis zum Unfall hatte die Maschine eine Gesamtbetriebsleistung von 6.577 Betriebsstunden absolviert.

## Passagiere und Besatzung
Den Flug von Greensboro nach Raleigh hatten 18 Passagiere angetreten. Es befand sich eine zweiköpfige Besatzung an Bord der Maschine, bestehend aus einem Flugkapitän und einem Ersten Offizier. Auf dem Regionalflug waren keine Flugbegleiter vorgesehen.
Der 29-jährige Flugkapitän Michael Hillis hatte seine Pilotenlaufbahn im Jahr 1985 begonnen. Am 8. Januar 1990 heuerte er bei der Comair an und flog dort als Erster Offizier in Maschinen des Typs Saab 340. Am 7. Januar 1991 wurde er durch die Flagship Airlines eingestellt und flog zunächst im Rang des Ersten Offiziers Maschinen vom Typ Jetstream 32. Er verfügte daneben über eine Musterberechtigung für die Shorts 330. Bis zum Zeitpunkt des Unfalls hatte er 3.499 Stunden Flugerfahrung gesammelt, davon 2.294 Stunden in Turbopropmaschinen. Seine Flugerfahrung mit der Jetstream 32 belief sich auf 457 Stunden.
Der 25-jährige Erste Offizier Matthew Sailor hatte seine Pilotenlaufbahn im Jahr 1991 begonnen. Er wurde am 6. Dezember 1993 durch die Flagship Airlines eingestellt und flog von Beginn an in der Funktion des Ersten Offiziers an Bord der Jetstream 32. Er verfügte über 3452 Stunden Flugerfahrung, von denen er 677 im Cockpit der Jetstream 32 absolviert hatte.

## Unfallhergang
Die Maschine startete um 18:05 Uhr in Greensboro. Der Abflug hatte sich verspätet, da es beim Verladen des Gepäcks zu Verzögerungen gekommen war. Das Flugzeug stieg auf eine Reiseflughöhe von 9.000 Fuß (ca. 2.700 Meter) und die Piloten kontaktierten um 18:14 Uhr die Anflugkontrolle in Raleigh. Sie erhielten die Anweisung, die Geschwindigkeit auf 180 Knoten (ca. 330 km/h) zu reduzieren und auf 6.000 Fuß (ca. 1.800 Meter) zu sinken. Die Endanflugkontrolle in Raleigh wurde um 18:25 Uhr kontaktiert und die Piloten erhielten eine Anweisung, die Geschwindigkeit auf 170 Knoten (ca. 310 km/h) zu reduzieren und auf 3.000 Fuß (ca. 910 Meter) zu sinken. Es wurde eine Landefreigabe für die Landebahn 05L in Raleigh erteilt. Um 18:30 Uhr riet der Fluglotse den Piloten aufgrund einer vorausfliegenden Boeing 727, eine Linkskurve zu fliegen und den Localizer-Kurs für den Endanflug aufzunehmen.
Kurz nach Erhalt der Landeerlaubnis leuchtete die Kontrollleuchte des linken Triebwerks auf. Dies geschah aufgrund eines kurzzeitigen negativen Drehmoments zu dem Zeitpunkt, als die Propellerdrehzahlhebel auf 100 % vorgeschoben wurden und die Schubhebel im Leerlauf waren. Kapitän Hillis vermutete aufgrund der Kontrollleuchte einen Flammabriss und beschloss, einen Fehlanflug durchzuführen. Die Geschwindigkeit war auf 122 Knoten (ca. 226 km/h) gesunken, und zwei kurze Strömungsabrisswarnungen ertönten, als der Pilot maximalen Schub ausrief. Das Flugzeug flog zu diesem Zeitpunkt eine Linkskurve in 550 Metern Höhe und die Geschwindigkeit sank weiter auf 103 Knoten (ca. 191 km/h), gefolgt von weiteren Strömungsabrisswarnungen. Die Maschine begann schließlich mit einer Geschwindigkeit von mehr als 300 Metern pro Minute zu sinken, streifte einige Bäume und stürzte um 18:34 Uhr etwa 6,4 Kilometer südwestlich der Landebahnschwelle ab.

## Ursache
Im Zuge der Unfalluntersuchungen wurden erhebliche Mängel in der Ausbildung des Flugkapitäns Hillis identifiziert. Dieser habe bei einer Prüfung zum Ersten Offizier im Jahr 1990 in zahlreichen Punkten versagt, darunter bei Starts mit simulierten Triebwerksausfällen. Sein vorangegangener Arbeitgeber Comair habe aufgrund von sehr schlechten Leistungen Hillis' in kritischen Situationen eine Kündigung aussprechen wollen, der Hillis mit einer eigenen Kündigung zuvorkam. Flagship Airlines habe sich im Rahmen des Einstellungsprozesses dagegen überhaupt nicht hinsichtlich Hillis' Vorleistungen bei der Comair erkundigt. Kapitän Hillis' fliegerische Leistungen seien derart mangelhaft gewesen, dass sich Kollegen geweigert hatten, mit ihm zu fliegen, da sie ihn für eine Gefahr hielten. Dem Ersten Offizier war Hillis' Ruf nicht bekannt, da er einer anderen Vertretung der Fluggesellschaft angehörte und auf diesem Flug zum ersten Mal gemeinsam mit Hillis im Cockpit saß. Aus diesem Grund sei er nicht darauf vorbereitet gewesen, korrigierend in die Steuerung der Maschine eingreifen zu müssen.
Am 24. Oktober 1995 veröffentlichte das National Transportation Safety Board (NTSB) seinen Abschlussbericht zu dem Absturz. Im Wesentlichen wurde der Flugkapitän Hillis für den Absturz verantwortlich gemacht. Die Ereignisfolge, die zu dem Absturz führte habe mit seiner irrtümlichen Annahme, ein Triebwerk sei ausgefallen, eingesetzt. Hillis befolgte nicht die Betriebsvorschriften für Flüge mit einem ausgefallenen Triebwerk, für das Durchstarten und zur Vermeidung und Bewältigung von Strömungsabrissen. Ohne die Anzeigen im Cockpit zu beachten, anhand deren Parametern zu erkennen war, dass beide Triebwerke funktionierten, habe er nur das rechte Triebwerk in Vollschub gebracht, womit die Maschine sich in einer Konfiguration befand, die zum Strömungsabriss führte. Die Leitung von Flagship Airlines wurde beschuldigt, Mängel in der Leistungsfähigkeit und Ausbildung der Piloten nicht identifiziert, dokumentiert, überwacht und behoben zu haben.

## Folgen
Im Zuge der Unfallermittlungen stellten die Ermittler fest, dass das NTSB bereits dreimal eine Empfehlung an US-Fluggesellschaften ausgesprochen hatte, bei Einstellungsverfahren die Kompetenzen ihrer Bewerber zu überprüfen. Die erste Empfehlung stammte aus dem Jahr 1988 und folgte auf die Untersuchung zu Continental-Airlines-Flug 1713, zwei weitere Ermittlungen folgten in den Jahren 1990 und 1993. Das NTSB veröffentlichte eine vierte Empfehlung. Im Jahr 1996 verabschiedete der US-Kongress schließlich den Pilot Records Improvement Act.

## Mediale Aufarbeitung
Der Flugunfall war Thema der neunten Folge der zweiundzwanzigsten Staffel der kanadischen Dokumentarserie Mayday – Alarm im Cockpit, die in Deutschland unter dem Titel Triebwerk-Mysterium (Originaltitel: Turboprop Terror) ausgestrahlt wurde.